# Lastinrepci
Latinrepci (Papilionidae) porodica su velikih danjih leptira. Velika krila pri mirovanju uzdignu uvis, stražnja krila su im na unutrašnjem rubu izrezana. Ticala su im kratka.
Gusjenice otraga na glavi imaju rašljice. Kukuljica je slobodna, bez zapretka.
U Hrvatskoj žive vrste: lastin rep (Papilio machaon), prugasto jedarce (Iphiclides podalirius), crvenooki parnasovac (Parnassius apollo), crnorebri parnasovac (Parnassius mnemosyne).